# Tournoi International de Tennis de Bordeaux 2024
Il Tournoi International de Tennis de Bordeaux 2024 è stato un torneo maschile di tennis professionistico. È stata la 15ª edizione del torneo, facente parte della categoria Challenger 175 nell'ambito dell'ATP Challenger Tour 2024, con un montepremi di 205 000 €. Si è giocato dal 14 al 19 maggio 2024 sui campi in terra rossa del Villa Primrose di Bordeaux, in Francia.

## Partecipanti

### Teste di serie
| Nazionalità | Giocatore               | Ranking* | Testa di serie |
| ----------- | ----------------------- | -------- | -------------- |
| Francia     | Arthur Fils             | 34       | 1              |
| Spagna      | Pedro Martínez          | 51       | 2              |
| Kazakistan  | Aleksandr Ševčenko      | 60       | 3              |
| Spagna      | Roberto Carballés Baena | 62       | 4              |
| Regno Unito | Daniel Evans            | 67       | 5              |
| Stati Uniti | Mackenzie McDonald      | 76       | 6              |
| Regno Unito | Andy Murray             | 77       | 7              |
| Australia   | Rinky Hijikata          | 79       | 8              |

* Ranking al 6 maggio 2024.

### Altri partecipanti
I seguenti giocatori hanno ricevuto una wild card per il tabellone principale:
- Hugo Grenier
- Giovanni Mpetshi Perricard
- Andy Murray

I seguenti giocatori sono entrati in tabellone come alternate:
- Grégoire Barrère
- Zizou Bergs
- Aleksandar Kovacevic
- Harold Mayot
- Albert Ramos Viñolas
- Shang Juncheng
- Botic van de Zandschulp

I seguenti giocatori sono passati dalle qualificazioni:
- Quentin Halys
- Kyrian Jacquet
- Bernabé Zapata Miralles
- Matteo Martineau

Il seguente giocatore è entrato in tabellone come lucky loser:
- Pierre-Hugues Herbert

## Punti e montepremi
| Torneo    | Torneo              | V      | F      | SF    | QF    | 2T    | 1T    | Q | Q2  | Q1  |
| Singolare | Punti               | 175    | 90     | 50    | 25    | 13    | 0     | 6 | 3   | 0   |
| Singolare | Premi in denaro (€) | 27,155 | 16,000 | 9,450 | 5,500 | 3,240 | 1,950 | – | 980 | 490 |
| Doppio    | Punti               | 175    | 90     | 50    | 25    | –     | 0     | – | –   | –   |
| Doppio    | Premi in denaro (€) | 11,680 | 6,775  | 4,065 | 2,410 | –     | 1,355 | – | –   | –   |

## Campioni

### Singolare
Arthur Fils ha sconfitto in finale  Pedro Martínez con il punteggio di 6–2, 6–3.

### Doppio
Julian Cash /  Robert Galloway hanno sconfitto in finale  Quentin Halys /  Nicolas Mahut con il punteggio di 6–3, 7–6(2).